# Paul Sailer-Wlasits
Paul Sailer-Wlasits (* 24. April 1964 in Wien) ist ein österreichischer Philosoph und Politikwissenschaftler.

## Leben
Sailer-Wlasits studierte Philosophie, Politikwissenschaft, Theaterwissenschaft und Wirtschaftswissenschaft in Wien. Parallel zu seinen begleitenden wirtschaftswissenschaftlichen Studien absolvierte er ein geisteswissenschaftliches Doppelstudium aus Politik- und Theaterwissenschaft sowie Philosophie. Er promovierte in Philosophie mit Schwerpunkt Sprachphilosophie und Ästhetik (Dr. phil.) an der Universität Wien. Er ist Verfasser mehrerer sprachphilosophischer und philosophisch-historischer Monografien, zahlreicher politischer Essays und Theaterkritiken sowie Autor von Texten zur Ästhetik und zu zeitgenössischer bildender Kunst.
In seinen Publikationen, Vorträgen und Stellungnahmen prägte er Begriffe wie Hybrider Populismus sowie Neue Normalität. Die Bezeichnung des Neuen Normalen entstand im Zuge seiner Vorarbeiten zur Studie Uneigentlichkeit. Philosophische Besichtigungen zwischen Metapher, Zeugenschaft und Wahrsprechen. 2018 kontextualisierte er das Neue Normal kritisch mit der 45. US-Administration unter Donald Trump als neuer globaler Normalität. Im Zuge der Corona-Pandemie 2020 warnte er davor, dass aus einer deskriptiven Feststellung, d. h. aus einem „Sein“ wie der Covid-19-Krise, keine präskriptive Norm, kein „Sollen“, im Sinne der politischen Aufforderung „Gewöhnt Euch daran!“ abgeleitet werden dürfe, da diese Sein-Sollen-Barriere weder ethisch noch rechtsphilosophisch überwunden werden könne.

## Forschung
Seit über 30 Jahren forscht Sailer-Wlasits zu sprachphilosophischen Phänomenen im Kontext von Sprache und Gewalt, Hassrede und Verbalradikalismus sowie zur Sozialphilosophie von Populismus und Demagogie. In zahlreichen Publikationen widmet er sich der kritischen Auseinandersetzung mit Rhetorik, Metaphorik und der Sprache in der Politik. Seine Untersuchungen zur Geschichte von Sprache und Gewalt mündeten in sein 2012 vorgelegtes Werk Verbalradikalismus. Kritische Geistesgeschichte eines soziopolitisch-sprachphilosophischen Phänomens (2. Auflage 2021). Darin analysiert er die Geschichte von Sprache, Macht und Gewalt. Er beschreibt u. a. die innergesellschaftlichen Bruchlinien, an denen das Wort zur Tat wird und betont die „Vorbereiter-Funktion“ von Sprache. Diese Studie beleuchtet die vielfältigen Wege von der Sprachgewalt zur Gewalt durch Sprache. Von den frühesten Texten des Alten Testaments über die Antike, die christlichen Kreuzzüge und die Französische Revolution, bis zur totalitären Sprachpraxis des 20. und 21. Jahrhunderts. Sailer-Wlasits argumentiert u. a., dass bestimmte Formen der Sprache, vor allem aggressive, feindselige oder extremistische Äußerungen, den Boden für spätere Gewalttaten bereiten können. In dieser ersten Globalgeschichte der Hassrede werden insbesondere jene sprachlichen Übergangspunkte herausgestellt und verdeutlicht, an denen die Tat das Wort überschreitet.
Sein Buch Lüge, Hass, Krieg. Traktat zur Diskursgeschichte eines Paktes entstand im Sommer 2022, wenige Monate nach dem Beginn des russischen Überfalls auf die Ukraine. Die als Diskursgeschichte angelegte Abhandlung zählt zu den wenigen philosophischen Analysen zum Thema Krieg in der jüngeren Geistesgeschichte.
In der zweiten, 2023 erweiterten Auflage seines Buches Minimale Moral. Streitschrift zu Politik, Gesellschaft und Sprache analysiert Sailer-Wlasits u. a. die Sprachmodelle der Künstlichen Intelligenz, die Large Language Models (LLM), im Kontext von Verbalradikalismus und Hasssprache. Dabei warnt er vor den Gefahren des potenziellen Missbrauchs ihrer algorithmenbasierten Ergebnisse und plädiert für einen zu erarbeitenden ethischen KI-Kodex. Dieser hätte die Funktion einer die KI-Gesetze kontinuierlich begleitenden Ergänzung. Als einer der ersten Philosophen fordert Sailer-Wlasits damit die Bewertung von KI-Entwicklungen im Sinne der Grundsätze normativer und angewandter Ethik.
Seine weiteren Forschungsschwerpunkte liegen auf den Gebieten:
- Sprachphilosophie
- Hermeneutik
- Philosophie der Mythologie
- Metaphorologie
- Sozialphilosophie
- Diskursanalyse
- Ästhetik
- vorsokratische Philosophie

## Werke (Auswahl)
Monographien
- Demagogie. Sozialphilosophie des sprachlich Radikalbösen. Ein Brevier. Königshausen & Neumann, Würzburg 2025, ISBN 978-3-8260-8777-6.
- Lüge, Hass, Krieg. Traktat zur Diskursgeschichte eines Paktes. Königshausen & Neumann, Würzburg 2022, ISBN 978-3-8260-7691-6.
- Uneigentlichkeit. Philosophische Besichtigungen zwischen Metapher, Zeugenschaft und Wahrsprechen. Ein Essay. Königshausen & Neumann, Würzburg 2020, ISBN 978-3-8260-6733-4.
- Minimale Moral. Streitschrift zu Politik, Gesellschaft und Sprache. 1. Aufl. Wien 2016; 2. erw. Aufl. Königshausen & Neumann, Würzburg 2023, ISBN 978-3-8260-7908-5.
- Verbalradikalismus: Kritische Geistesgeschichte eines soziopolitisch-sprachphilosophischen Phänomens. 1. Aufl. Wien 2012; 2. Aufl. Königshausen & Neumann, Würzburg 2021, ISBN 978-3-8260-7436-3.
- Hermeneutik des Mythos. Philosophie der Mythologie zwischen Lógos und Léxis. Edition Va Bene, Wien-Klosterneuburg 2007, ISBN 978-3-85167-190-2.
- Die Rückseite der Sprache. Philosophie der Metapher. Edition Va Bene, Wien-Klosterneuburg 2003, ISBN 978-3-85167-144-5.

Herausgeberschaft
- Zeitzeuge an Kreuzwegen. Autobiographische Bekenntnisse. Holzhausen, Wien 2003, ISBN 978-3-85493-075-4.
- 1927 – Als die Republik brannte. Von Schattendorf bis Wien. Edition Va Bene, Wien-Klosterneuburg 2002, ISBN 978-3-85167-128-5.